# Heteropygas nymbides
Heteropygas nymbides là một loài bướm đêm trong họ Noctuidae.